# Mieczysław Nowicki
Mieczysław Paweł Nowicki (Piątek, Łódź, 26 de gener de 1951) va ser un ciclista polonès, que va destacar com a amateur durant la dècada de 1970. En el seu palmarès destaquen dues medalles als Jocs Olímpics de Mont-real de 1976 i dues més als Campionats del Món de contrarellotge per equips, el 1975 i 1977. Va posseir el rècord de l'hora de Polònia durant més de 40 anys, entre el 1973 i el 2014.
El 2009 va ser guardonat amb l'Orde Polònia Restituta.

## Palmarès
- 1972
  - Vencedor d'una etapa a la Volta a Cuba
- 1973
  - Vencedor d'una etapa al Tour d'Algèria
  - Vencedor d'una etapa a la Volta a Escòcia
  - Vencedor d'una etapa al Tour de Loir i Cher
- 1974
  - Vencedor d'una etapa a la Volta a Polònia
- 1975
  -  Campió del món en contrarellotge per equips (amb Tadeusz Mytnik, Ryszard Szurkowski i Stanisław Szozda)
  - 1r a la Volta a Escòcia
- 1976
  - 1r a la Volta a Renània-Palatinat i vencedor de 2 etapes
  -  Medalla de plata als Jocs Olímpics de Mont-real en contrarellotge per equips (amb Ryszard Szurkowski, Tadeusz Mytnik i Stanisław Szozda)
  -  Medalla de bronze als Jocs Olímpics de Mont-real en ruta individual
- 1977
  - Vencedor d'una etapa a la Milk Race
- 1978
  - Vencedor d'una etapa a la Volta a Àustria